# Alloclusia similis
Alloclusia similis är en tvåvingeart som beskrevs av Malloch 1933. Alloclusia similis ingår i släktet Alloclusia och familjen träflugor. Inga underarter finns listade i Catalogue of Life.